# 周奎 (嘉定侯)
周奎（?—?），字雲路，順天籍，南直隸人。崇祯帝皇后周氏的父親，早年以算命和行医为生。

## 生平事蹟
女儿在崇祯帝为信王的时候，被选为信王正妃。崇祯帝登基后周氏立为皇后，周奎封为嘉定伯，賜第於蘇州葑門，家有女乐，陈圆圆一度是周家班成员。
周奎性甚吝啬，崇祯十七年（1644年），上懸令助餉，特遣司禮徐高加奎嘉定侯，多方动员之后，很不情愿地捐出一萬二千两银子。徐高曰：“老皇親如此鄙吝，大事去矣。廣蓄多產何益？”。
北京陷落，周奎及全家都被大顺政府捉拿，在妻子、媳妇被迫自缢、长子被打死、自己和次子、侄子被严刑拷打几乎丧命之后，不得不交出七十萬巨款和全部家产。

## 相关
- 蘇州織造署遺址在今江苏省苏州市姑苏区。清初，清廷以周奎的故宅设置苏州织造衙门。